# PicsArt
PicsArt "Photo Studio" és una aplicació d'edició, collage i dibuix d'imatges i una xarxa social. PicsArt permet als usuaris prendre i editar imatges, dibuixar amb capes i compartir les seves imatges amb la comunitat de PicsArt i en altres xarxes com Facebook i Instagram. L'aplicació està disponible en dispositius mòbils amb iOS, Android i Windows. També està disponible per a ordinadors amb Windows 8.1 o superior. La companyia ha rebut més de 45 milions de dòlars en finançament de risc de Sequoia Capital, Insight Venture Partners i altres.

## Història
PicsArt es va llançar al novembre de 2011 en dispositius Android. Va ser fundada per Hovhannes Avoyan i Artavazd Mehrabyan. L'aplicació es va descarregar 35 milions de vegades durant el primer any.
PicsArt for iOS va ser llançat el gener de 2013 per l'iPhone. Al maig del mateix any, va ser llançat per l'iPad. L'aplicació tenia prop de 2 milions d'usuaris únics diaris i 4 milions d'usuaris registrats abans de gener de 2013. Al novembre de 2013, dos anys després del seu llançament, PicsArt havia aconseguit 90 milions d'instal·lacions i tenia prop de 25 milions d'usuaris actius mensuals. Al desembre de 2013, PicsArt va estar disponible per a dispositius Windows Phone.
El gener de 2014, PicsArt va estar disponible en dispositius que admeten Windows 8. Al març, l'aplicació va aconseguir 100 milions d'instal·lacions a Android, 30 milions d'usuaris actius, 60.000 imatges carregades diàriament i tenien una comunitat de més de 11 milions d'usuaris. El juny de 2014, PicsArt va ser llançat per a totes les PC, dispositius i tauletes de Windows 8.1. Quan l'aplicació va celebrar el seu aniversari de tres anys, tenia 175 milions d'instal·lacions, 50 milions d'usuaris mensuals i tenia 18,5 milions d'usuaris a la xarxa social. El 2015, la companyia va iniciar un programa educatiu sobre l'aprenentatge automàtic i la ciència de dades a Armènia. Des de llavors, més de 400 estudiants han graduat el programa i 50 d'ells han estat contractats per l'empresa.
El 2016 PicsArt va arribar als 75 milions d'usuaris actius mensuals. Va continuar introduint noves funcions, incloent galeries remix,una càmera redissenyada, funcions de personalització i altres millores a través de dispositius iOS, Android i Windows.

El 2017, PicsArt va llançar el xat de Remix, un sistema de missatgeria on els usuaris poden compartir imatges directament o en grup i editar-les col·lectivament amb amics. La companyia també va llançar adhesius amb tecnologia comunitària que permeten als usuaris fer els seus propis adhesius personalitzats i descobrir compartir altres adhesius creats per l'usuari de franc. PicsArt també va anunciar que va aconseguir 90 milions d'usuaris actius mensuals. Natalia Vodianova, una supermodel i filántrop, es va unir a l'equip de PicsArt per inspirar la comunitat a remesclar i crear imatges sobre temes socials importants. A l'octubre de 2017, la companyia va assolir la fita de 100 milions d'usuaris actius mensuals i va anunciar l'estratègia de les associacions amb les principals marques de consum.

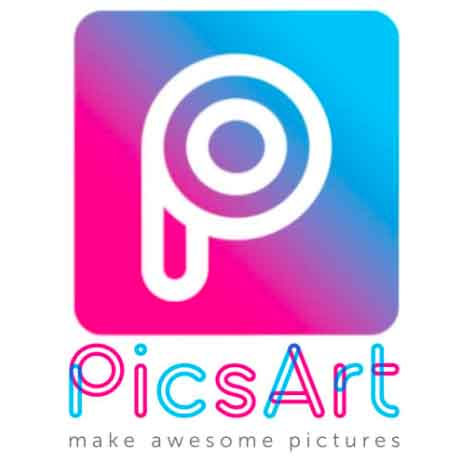
Icona de l'aplicació "PicsArt"